# Семашкевич, Евгений Евстафьевич
Евгений Евстафьевич Семашкевич (1857—1918) — российский военный деятель и педагог,  генерал-лейтенант. Директор Симбирского кадетского корпуса (1903—1907) и Владимирского Киевского кадетского корпуса (1907—1918).

## Биография
Родился 12 марта 1857 года в Воронежской губернии.
С 1874 года после окончания Михайловского Воронежского кадетского корпуса поступил в Казанское пехотное юнкерское училище, после окончания которого в 1876 году был произведён в прапорщики и выпущен в Кутаисский 158-й пехотный полк. В 1877 году  был произведён в подпоручики, участник Русско-турецкой войны в составе своего полка. В 1881 году произведён в поручики, в 1886 году в штабс-капитаны.
С 1887 года после окончания  Александровской военно-юридической академии с отличием по I разряду за отличие в учёбе произведён в капитаны. С 1887 года был переведён в Главное управление военно-учебных заведений. С 1887 по 1892 год являлся  офицером-воспитателем в Нижегородском кадетском корпусе и во 2-м Оренбургском кадетском корпусе. В 1890 году произведён в подполковники. С 1892 по 1899 год являлся ротным командиром 2-го Оренбургского кадетского корпуса, Петровского Полтавского кадетского корпуса и Ярославского кадетского корпуса. В 1894 году за отличие по службе произведён в полковники.
С 1899 по 1903 год был инспектором классов в 1-м Московском кадетском корпусе. В 1903 году за отличие по службе произведён в генерал-майоры с назначением директором Симбирского кадетского корпуса. С 1907 по 1918 год — директор  Владимирского Киевского кадетского корпуса. В 1909 году за отличие по службе был произведён в генерал-лейтенанты. С 1918 года служил в Армии Украинской Народной Республики в звании генерального значкового и в должности директора Киевского кадетского корпуса, помимо основной деятельности являлся членом Комиссии по организации военных школ и академий на Украине.

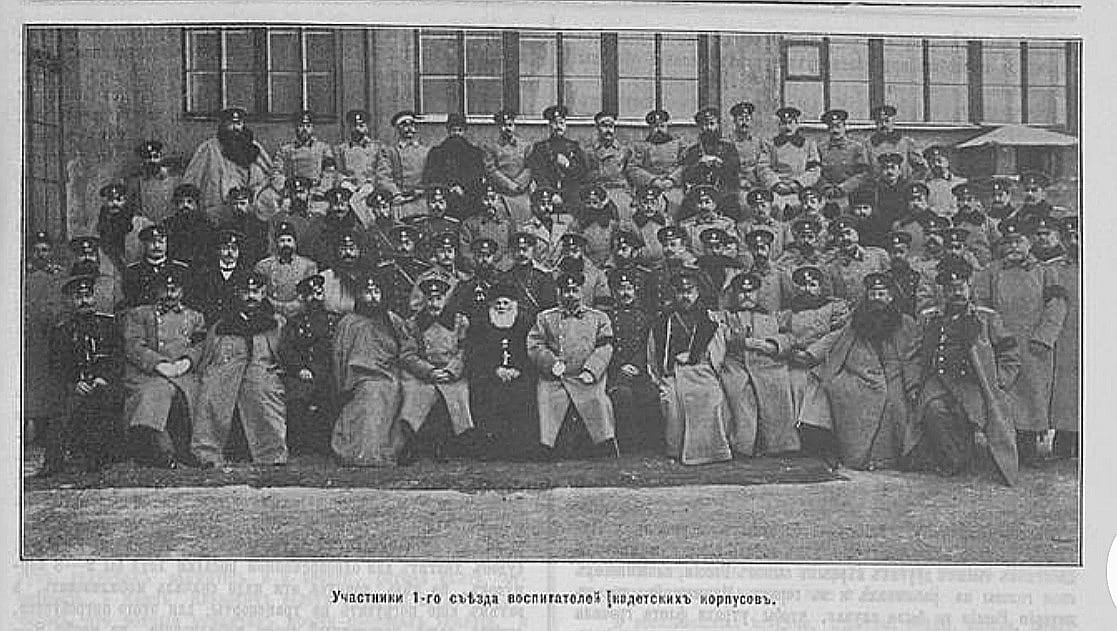
Первый ряд: А. И. Калишевский, Н. А. Хамин, Е. Е. Семашкевич, П. Н. Лазарев-Станищев, В. В. Римский-Корсаков, В. Э. Данкварт, В. А. Шильдер, Л. П. Войшин-Мурдас-Жилинский, Н. А. Радкевич, В. В. Григоров, Н. П. Попов, В. М. Кох. Второй ряд: Н. А. Зотов, М. Л. Салатко-Петрище, Н. Д. Казанцев, К. П. Сангайло, В. В. Цытович, М. А. Трубников, В. И. Греков, А. В. Полторацкий, Г. Ф. Гирс, А. Н. Зауервейд, Е. И. Глотов, А.Ф Вячеслов, И. И. Рыковский, Н. К. Михайловский, В. Д. Языков, А. Л. Вильке, Д. А. Агищев, Н. Н. Бахтин, А. Н. Антонов, Е. А. Заржецкий. Третий ряд: М. А. Угрюмов, Н. Г. Лукирский, В. В. Гаврилович, Ф. В. Гринев, Б. А. Вильбоа, В. П. Дзякович, И. А. Завадский, Г. Д. Дитерихс, М. И. Мягков, В. И. Попов-Азотов, Н. Л. Хитрин, В. О. Плошинский, А. С. Азарьев, Н. Д. Коптев, В. А. Муромцев, Ф. Н. Доннер, В. В. Смирнов, А. Д. Ромашкевич, Н. Н. Купчинский, М. А. Сафонов. Четвёртый ряд: К. К. Лютер, Н. С. Желязовский, В. С. Лавров, Б. А. Гартвиг, А. С. Манучаров, В. И. Бурков, Т. В. Львов, П. П. Шаховской, В. С. Яковлев, В. Д. Чемякин, П. П. Черепанов, И. Г. Денисов, В. В. Татаринов, Н. В. Петров. Санкт-Петербург. 1908 год

## Награды
- Орден Святого Станислава 3-й степени с мечами и бантом (1878)
- Орден Святого Анны 3-й степени (1882)
- Орден Святого Станислава 2-й степени (1892)
- Орден Святой Анны 2-й степени (1896)
- Орден Святого Владимира 4-й степени (1903)
- Орден Святого Владимира 3-й степени (1906)
- Орден Святого Станислава 1-й степени (1908)
- Орден Святой Анны 1-й степени (1913)
- Орден Святого Владимира 2-й степени (1916)
- Орден Белого орла (1915)[7][8][9]